# 科学怪人的新娘
《科学怪人的新娘》（英語：Bride of Frankenstein），又称《弗兰肯斯坦的新娘》，是1935年的一部恐怖电影，1931年《科学怪人》的续集，詹姆斯·惠尔担任导演，鲍里斯·卡洛夫饰演怪物，埃尔莎·兰彻斯特饰演他的女人和玛莉·雪莱。

## 情节

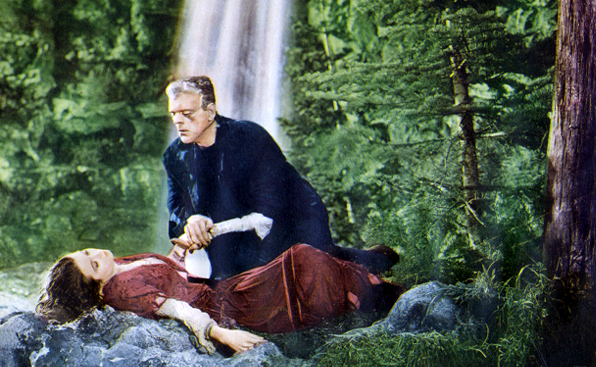

本片从1931年《科学怪人》最后的画面开始，讲述怪人和弗兰肯斯坦两者都活了下来后的事情。弗兰肯斯坦决定停止相关的研究，但另一位科学家却以绑架其妻子作为威胁，要求弗兰肯斯坦和他一起研究，决定制造一个女人。

## 制作
早在1931年版《科学怪人》预审时，就决定拍摄续集，希望亨利·弗兰肯斯坦复活。《科学怪人的新娘》由环球影业制作。